# Qalat

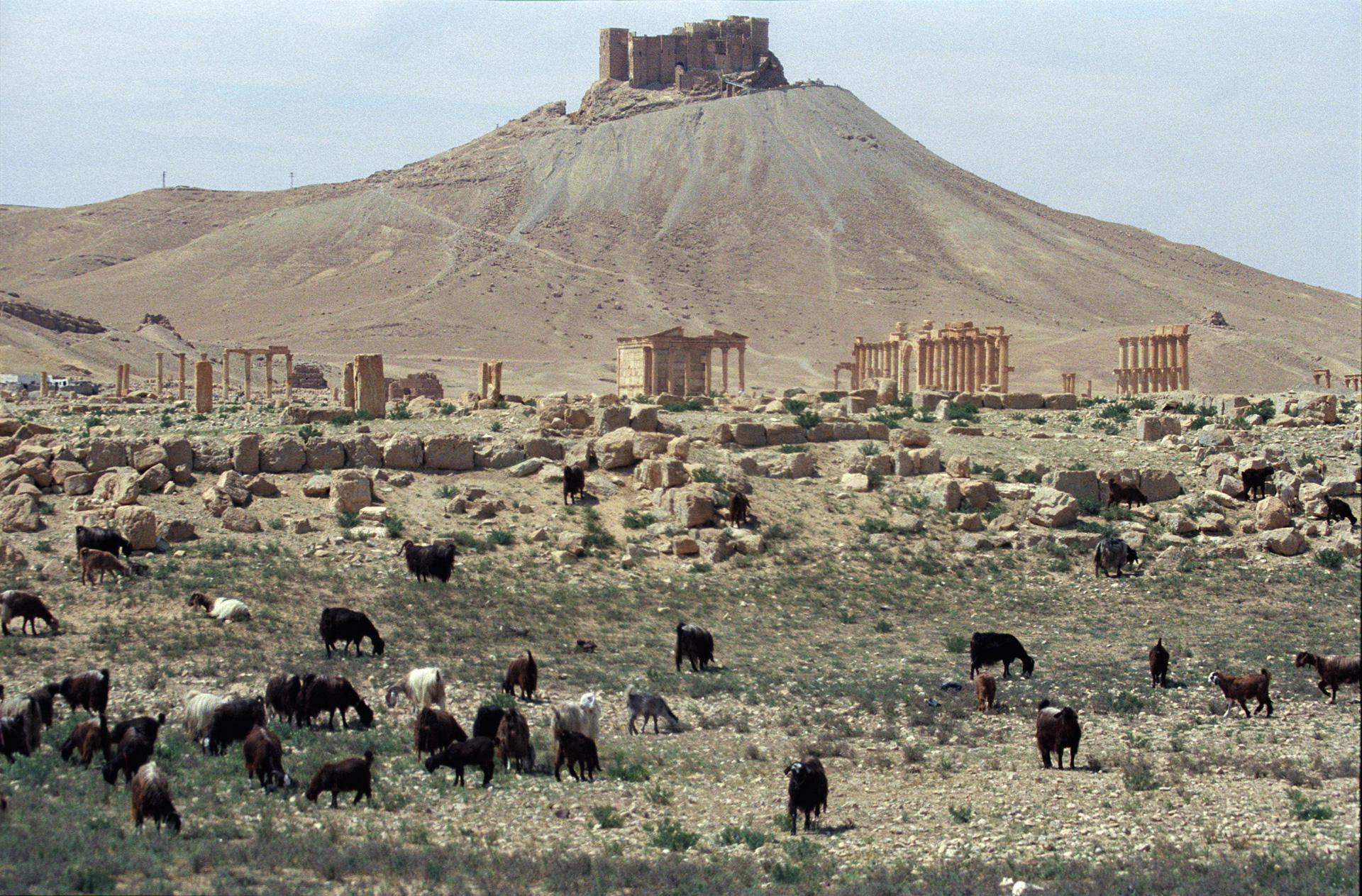
Qalat ibn maan, en las proximidades de Palmira.

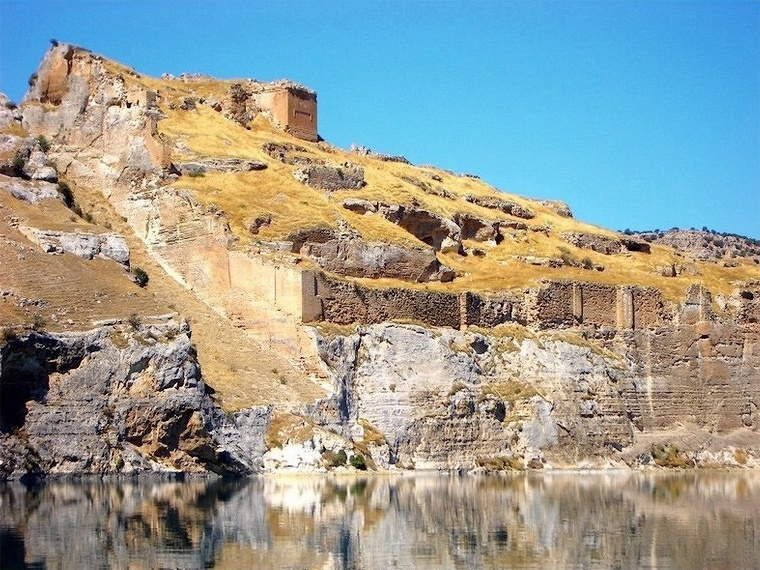
Qal'at al-Rum (Rumkale), sobre el Éufrates turco.

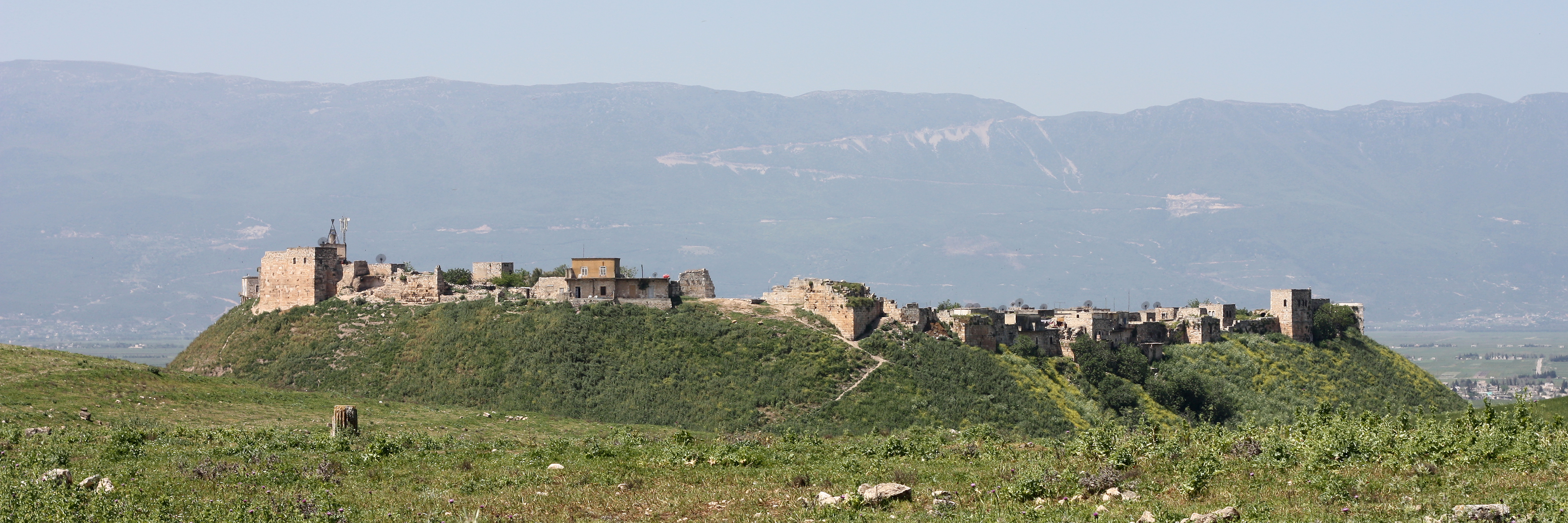
Qalaat al-Madiq, en las proximidades de Apamea (Siria).

Qalat, qal'at, qal‘a o kalata son formas de transcribir en alfabeto latino las palabras persa y árabe (قلعة) que significan "lugar fortificado", muy utilizadas en topónimos (como ocurre también con qasr -"alcázar"- o qarya -"alquería"-).
Los qalat pueden ser verdaderos castillos, como Rumkale (Qal'at al-Rum -"fortaleza de los bizantinos"-), o simples lugares rodeados de una tapia de adobe, como ocurre en muchos lugares de Asia suroccidental. El término se utiliza a lo largo del mundo islámico para cualquier tipo de fortaleza. También en lugares de pasado islámico, como Sicilia (Calatafimi, Calatamauro, Calatrasi, Caltabellotta) o España (Calatañazor, Calatrava, Calalberche, Calatayud, Calatorao, Calasparra, Calafell, Calanda, Calamocha, o las numerosas Alcalá).

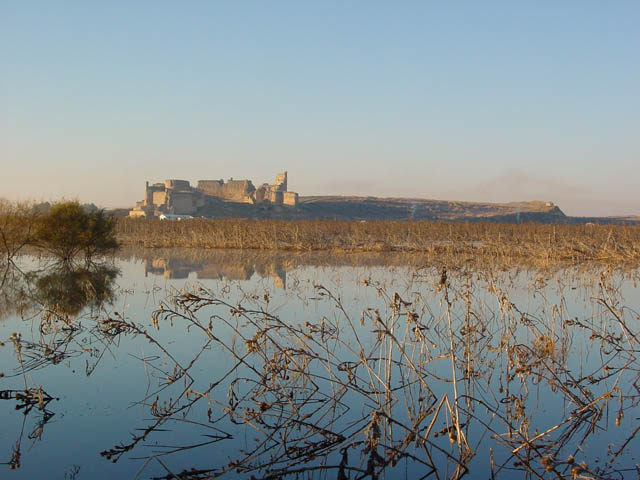
Calatrava la Vieja.
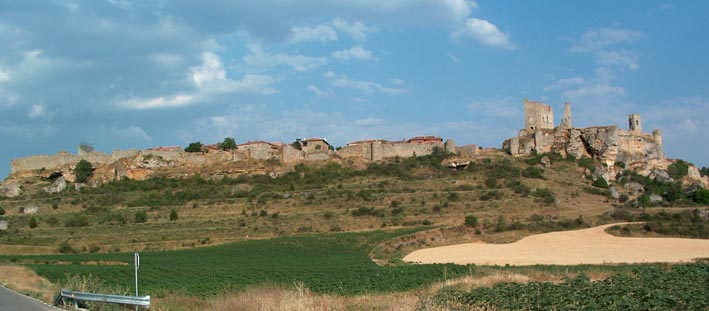
Calatañazor.
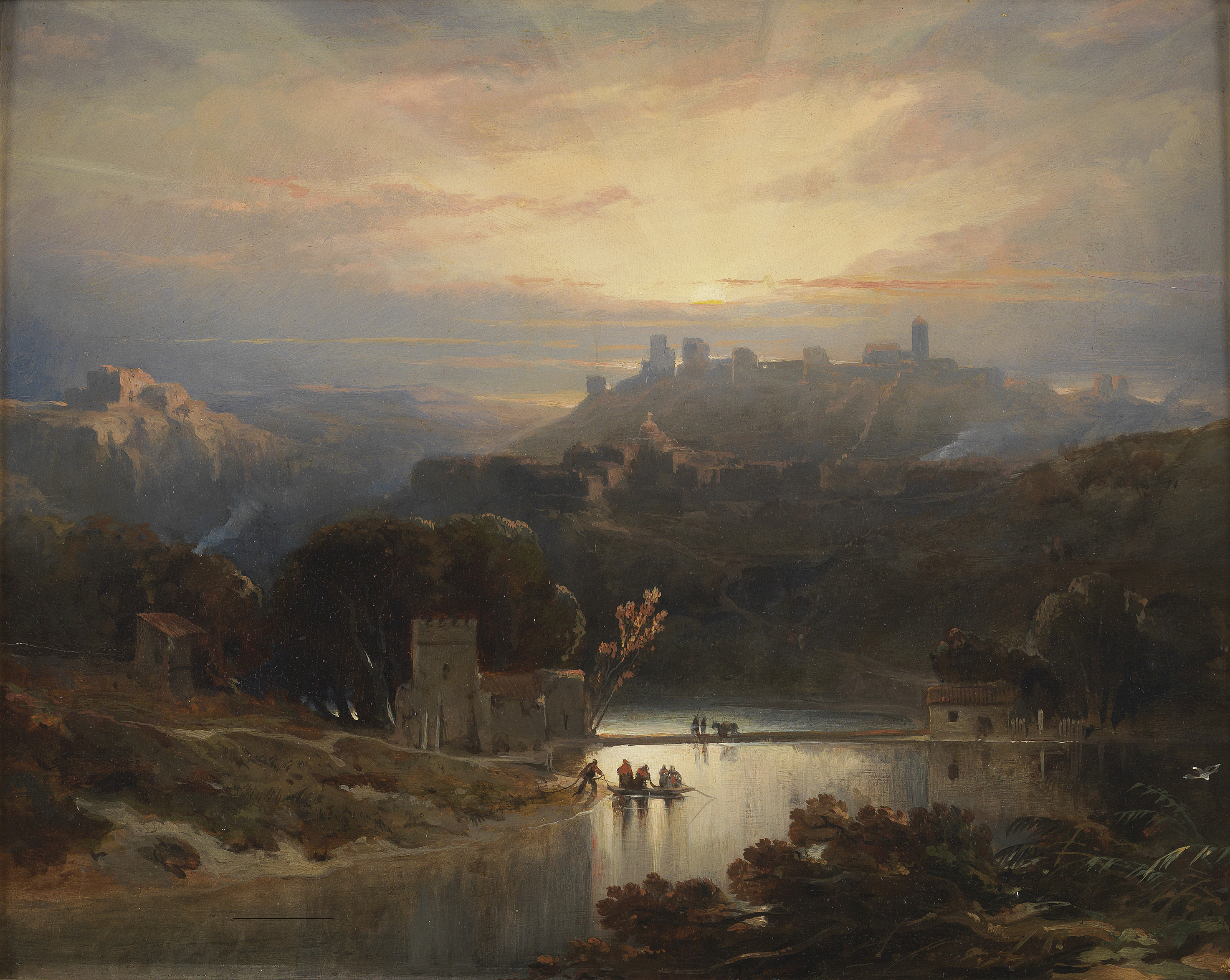
El castillo de Alcalá de Guadaíra.
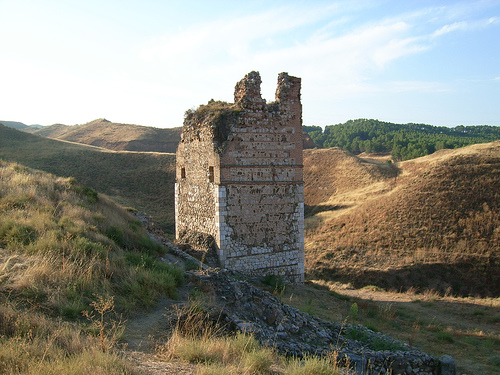
Alcalá la Vieja.

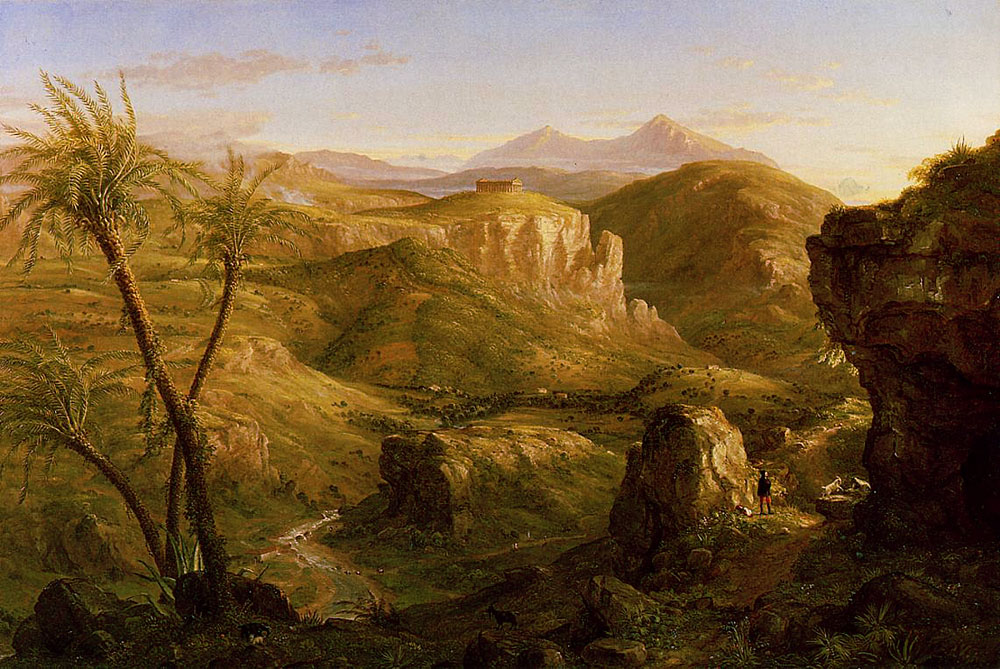
Valle de Calatrasi y templo de Segesta (Sicilia).
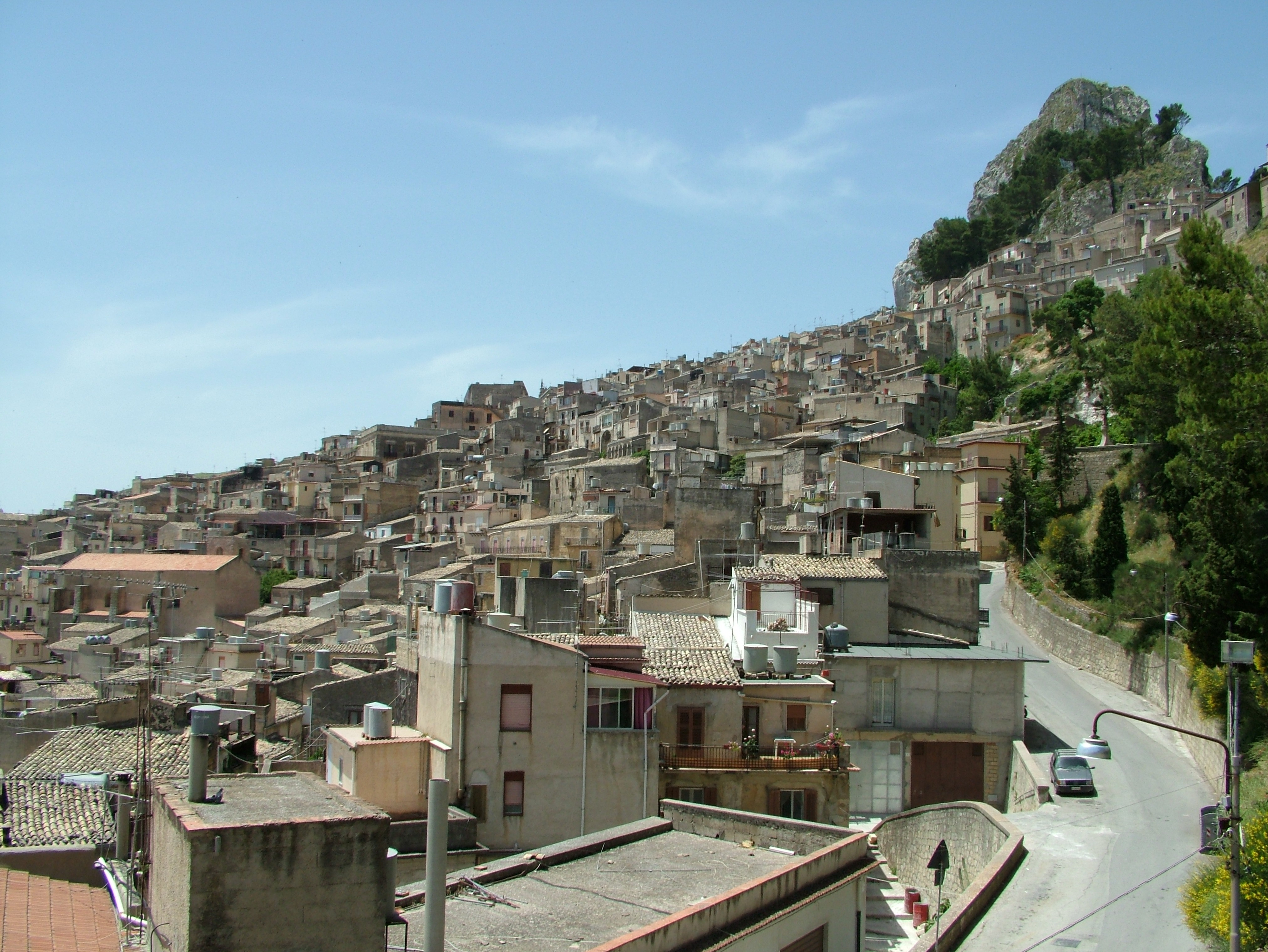
Caltabellotta.

En muchas zonas tribales de Irán, Afganistán y Pakistán, donde perviven prácticas premodernas de edificación, el qalat sigue siendo el alojamiento habitual de la familia extensa (multigeneracional), y se puede construir con gran rapidez, en una sola estación, a pesar de la gran extensión que abarca (varios acres). Suelen incluir torres en las esquinas o zonas apropiadas para una mayor defensa, aunque la mayor parte solo tienen el circuito de muralla. Los cimientos pueden ser de piedra o ladrillo, pero los muros (que llegan a medir docenas de pies) se levantan habitualmente de adobes, en hiladas que se secan a tiempo de recibir sobre ellas la siguiente hilada.

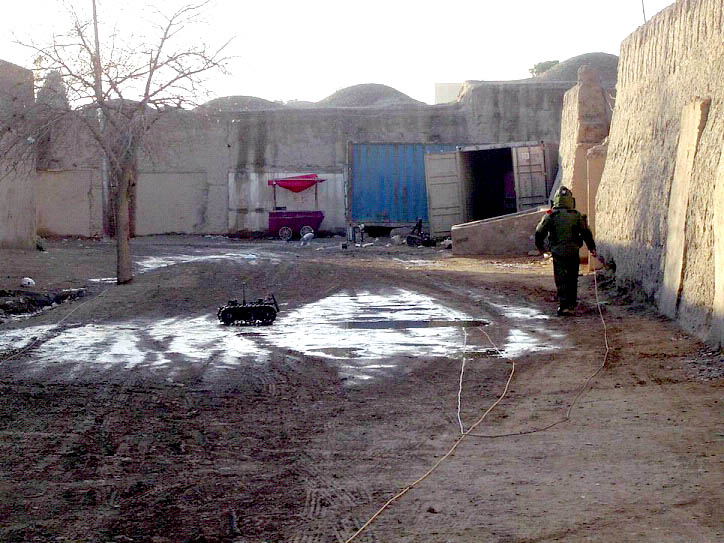
Qalat, en la provincia de Kandahar.
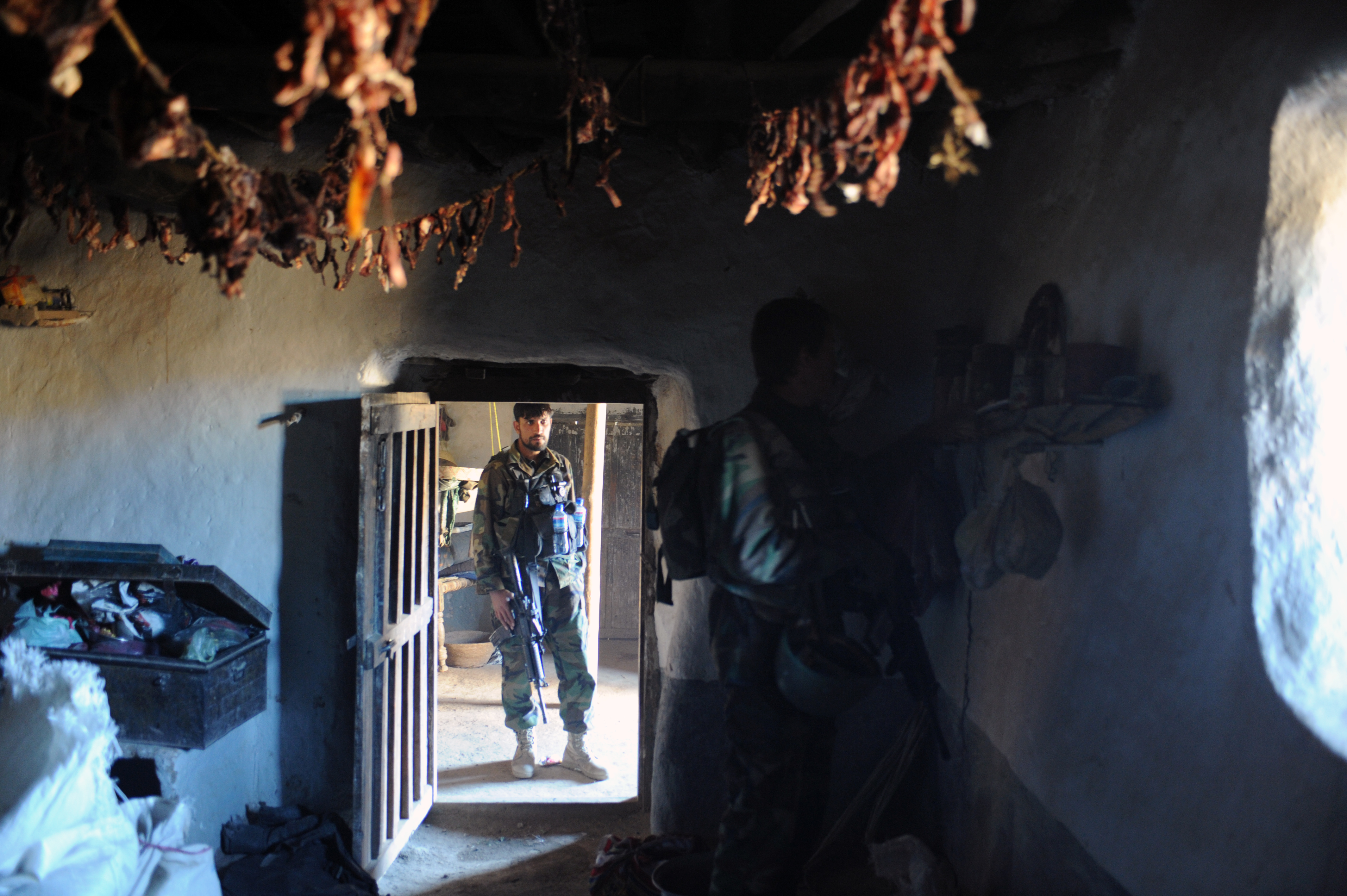
Interior de una vivienda de tipo qalat en el distrito Dand Patan (Afganistán)